# Llac Hauroko
El Llac Hauroko és un llac situat en una vall de muntanyes al Parc nacional de Fiordland, a l'illa del Sud de Nova Zelanda. Té forma de "S" i una longitud de 30 km, i cobreix una àrea de 63 km². La superfície es troba a 150 m per damunt del nivell del mar, i el llac fa 463 m de profunditat, el que en fa el més profund del país.
Es tracta d'un dels llacs més meridionals de Nova Zelanda: està a 35 km cap al nord-oest de Tuatapere, entre els llacs Monowai i Poteriteri, de mides similars. Drena pels 20 km del riu Wairaurahiri a l'estret Foveaux, 10 km a l'oest de la Badia Te Waewae.
És un llac glacial, format prop de la falla de Hauroko, lliscada al llarg de diversos quilòmetres en granits carbonífers primerencs i roques metamòrfiques, a la part més alta, amb sediments molt més recents de la formació de Hauroko de l'Eocè - Oligocè, com ara gres calcari, a la part més baixa, cap al sud-est.
Entorn de l'illa principal del llac, l'illa Mary, giren uns quants mites locals, incloent-hi un que afirma que té una maledicció maori, encara que els maori locals desmenteixen aquestes històries.